# Danny Kamekona
Danny Kamekona (jap. ダニー・カメコナ) (ur. 5 listopada 1935, zm. 12 maja 1996) – amerykański aktor filmowy i telewizyjny, znany między innymi z roli Sato Toguchiego w filmie Karate Kid II i z roli Agawy w serialu Policjanci z Miami. Grał również w takich filmach jak Czarna wdowa, Kochany urwis, Miesiąc miodowy w Las Vegas, Przyjdź zobaczyć raj i Robot Wars. Występował też w takich serialach jak Hawaii Five-O, Barnaby Jones, Magnum, 21 Jump Street, Prawnicy z Miasta Aniołów, Strażnik Teksasu i Prawo Burke’a.

## Śmierć
Kamekona został znaleziony martwy w swoim apartamencie w Los Angeles 12 maja 1996 roku. Przyczyna jego śmierci nigdy nie została ujawniona. W chwili śmierci miał 60 lat.